# Guy Michel
Pour les articles homonymes, voir Michel et Guy Michel (homonymie).
Guy Michel, né le 29 juillet 1975 à Miragoâne (Haïti), est un auteur français de bande dessinée et enseignant.

## Biographie
Il y fait la connaissance de Jean-Luc Istin, avec qui il élabore différents projets de bandes dessinées, notamment Aquilon. En collaborant au fanzine Avenir (mis en place par la bibliothèque de Bagneux), il rencontre plusieurs autres jeunes auteurs, dont Dim. D, dessinateur de la série Aleph.
En 2001, ses deux premiers albums, écrits par Jean-Luc Istin, sortent chez Soleil (Aquilon) et Nucléa (Arthur Pendragon). Associé d'Istin sur la collection Soleil Celtic, il participes aux quatre premiers tomes des Contes du Korrigan (2002-2006) et au second tome des Contes de Brocéliande (2005), deux séries collectives, et dessine seul la sérieLe Sang du dragon (2005-2009),. En 2003, il dessine également le dernier volume de la série Petit d'homme écrite par Crisse.
En 2007, Michel se fait scénariste pour la série jeunesse Boris, mais c'est un échec. Il revient au dessin pour des bandes dessinée biographiques consacrées à Samuel de Champlain en 2008 ; en 2011, il dessine sur l'affaire criminelle impliquant Guillaume Seznec un album scénarisé par Pascal Bresson et Éric Le Berre : Seznec : malheur à vous, jurés bretons !. L'ouvrage obtient le premier prix du polar, le Prix Taittinger, au festival de Reims. Michel décrit également Robert Surcouf (2012-2015).
En 2010, après la catastrophe survenue en Haïti, Dim. D et Guy Michel organisent l'opération « Des bulles pour Haïti », vente d'originaux à la Galerie du 9e art au profit des sinistrés.
En 2019, il établit sa propre maison d'édition : Guymic. Il fonde, avec Gilles Robert, la maison d'édition R et G productions.

## Œuvres
- Aquilon (dessin), scénario de Jean-Luc Istin, Soleil Productions

1. La Solimère, 2011  (ISBN 2-87764-913-X)
2. Danaan, 2002  (ISBN 2-87764-285-2)

- Arthur Pendragon : L'usurpateur, Nucléa, 2001  (ISBN 2-914235-31-3)
- Petit d'homme, #3 : Le Chaos (dessin), scénario de Crisse, Soleil Productions, 2003  (ISBN 2-87764-904-0)
- Le Sang du dragon, co-dessiné avec Jean-Luc Istin, scénario de Jean-Luc Istin, Soleil Productions, coll. Soleil Celtic ; tome 1 (2005) à 4 (2009)
- Boris (scénario), dessin de Dranael, Soleil Productions, 2007  (ISBN 978-2-84946-727-5)
- Champlain, je me souviens, co-dessiné avec Jean-Marie Michaud, scénario de Yannick Jaulin et Philippe Girard, Vibrato/sangam, 2008  (ISBN 978-2-9524293-4-4)
- Seznec : malheur à vous, jurés bretons ! (dessin), scénario de Pascal Bresson et Éric Le Berre, éd. Glénat, 2011  (ISBN 978-2-7234-6398-0)
- Surcouf (dessin), scénario d'Arnaud Delalande et Erick Surcouf

1. La Naissance d'une légende, 12bis, 2012  (ISBN 978-2-356-48241-9)
2. Le Tigre des mers, 12bis, 2013  (ISBN 978-2-356-48406-2)
3. La Naissance d'une légende, Glénat, 2015  (ISBN 978-2-344-00134-9)

- Yann, Fées et Légendes

1. Les fondations du mont Saint-Michel[12], avec Gwendolyn Levier et Charlie Bonneson, scénario de Ronan Le Breton, 2019, Guymic éd.